# Honoré Laval
Pour les articles homonymes, voir Laval.
Honoré Laval, né Louis-Jacques Laval à Saint-Léger-des-Aubées (Eure-et-Loir) le 6 février 1808 et mort à Papeete (Tahiti) le 1er novembre 1880, est un missionnaire français, évangélisateur des îles Gambier. 

## Biographie
Il entre en 1825 dans la Société de Picpus et part en janvier 1834 avec le Père François Caret pour les missions d'Océanie. Ils passent à Valparaiso où ils sont accueillis avec honneurs et choisissent l'archipel des Gambier. 
Les îles Gambier sont alors considérées comme peuplées de cannibales. Seuls deux occidentaux y résident et organisent un commerce de perles, les français Allain Jacques Guillou et Jean Marion.
Ils essaient un premier débarquement à Akamaru le 7 août 1834 mais en sont empêchés par les récifs. Ils parviennent finalement à Aukena où la population les reçoit avec indifférence. Laval et Caret déposent alors dans une cabane les objets du culte, des vivres, une soixante de bouteilles de vin de messe, des outils, des vêtements etc. mais les débuts sont difficiles jusqu’à la guérison de quelques malades. Les conversions commencent alors et en quelques mois, les deux missionnaires vont parvenir à baptiser presque toute la population d'Aukena. 
Laval et Caret tentent ensuite l'évangélisation de Mangareva. Ils sont accueillis à coups de pierres et se réfugient dans la brousse qui entoure le point culminant de l'île, le mont Duff. Ils parviennent en se cachant à rejoindre leur canot et reviennent épuisés à Aukena. 
Les choses vont finalement changer lorsque les missionnaires vont parvenir à guérir le fils du roi de Mangareva, Mapu-téoa. Par reconnaissance, le roi les invite à s'installer sur son île. Laval et Caret convertissent alors des personnages importants du royaume comme l'oncle du roi, Matoua et le grand prêtre. La majorité des autochtones vont suivre. 
En mai 1835, le vicaire apostolique d'Océanie orientale, Étienne Rouchouze, débarque aux Gambier pour renforcer la mission. En octobre 1836, la première église en pierre de l'Océanie, y est fondée. Mgr Rouchouze décide alors d'envoyer ses deux missionnaires à Tahiti pour tenter d'y combattre le protestantisme de George Pritchard. 
Caret et Laval arrivent ainsi sur la côte est de Tahiti le 20 novembre 1836 et découvrent que toute la population, dont la reine Pomaré sont convertis par les protestants. Pritchard ordonne alors de les pourchasser. Les deux missionnaires trouvent refuge chez un négociant franco-belge, Jacques-Antoine Moerenhout, mais, le 13 décembre, ils sont découverts et embarqués de force sur une pirogue. Ils sont heureusement recueillis par un navire américain. C'est le début de l'affaire Pritchard. Le père Caret part pour la France pour faire un rapport sur les incidents alors que le père Laval regagne les Gambier. 
Dumont d'Urville qui séjourne à Mangareva du 3 au 15 août 1838, y trouve une mission prospère où tout le monde assiste à la messe et où les mœurs se sont transformés. Les terres sont défrichées et mises en culture, de nouvelles cultures ont été introduites ainsi que des animaux domestiques, la population est habillée décemment et les habitats sont améliorés. Le père Laval transforme même l'ancien temple des idoles en hôpital lors d'une épidémie. Progressivement l'archipel devient une véritable théocratie.  
De 1849 à 1851 le père Laval évangélise les Tuamotu puis revient aux Gambier où il croit pouvoir finir ses jours tranquillement. Pourtant, en 1860, il est accusé de despotisme, de s'enrichir en trafiquant et surtout de vouloir établir un État théocratique. L'affaire Laval fait alors grand bruit en France à la fin du Second Empire. Le Parlement en débat et, en février 1871, est ordonnée une enquête sur place. Finalement le père Laval est entièrement blanchi mais son déplacement est décidé. 
Honoré Laval quitte donc Mangareva le 4 avril 1871 et demeure à Tahiti jusqu'en juillet 1876. Il meurt le 1er novembre 1880. Les Gambier deviennent françaises un an après sa mort. 
Il est inhumé au cimetière des missions catholiques de Papeete. 
Honoré Laval est aussi connu pour avoir été le premier à utiliser le terme Rapa Nui dans une lettre de 1863.

## Œuvres
- Mangareva, l'histoire ancienne d'un peuple polynésien, publié en 1938 ;
- Mémoires pour servir à l'histoire chrétienne de Mangareva, publié en 1968[3].